# Courlis du Pont
Courlis du Pont est un cheval trotteur français, spécialiste du trot monté, né le 3 mars 1990. Il s'est illustré au début des années 1990 en gagnant quatre courses de groupe 1 en France.

## Carrière de course
Après quatre courses dont une victoire, Courlis du Pont est acheté par le Suisse Georges Marti à l'âge de 3 ans. Il débute alors une carrière classique et prend en décembre 1993 la seconde place du Prix de Vincennes, course de groupe I permettant de désigner le meilleur 3 ans au monté. Il remporte son premier groupe II, le Prix Camille de Wazières, le mois suivant.
Après cet excellent meeting d'hiver, le reste de l'année 1994 sera encore plus faste. Il gagne en juin son premier groupe I, le Prix du Président de la République — équivalent du Prix de Vincennes pour les 4 ans —, puis à la fin de l'été le Prix des Élites, autre groupe I dans lequel il domine ses ainés de 5 ans. Il gagne également cette même année le Prix Olry-Roederer et se place dans plusieurs autres courses de groupe.
À 5 ans, Courlis du Pont enchaine les victoires. Monté par son jockey habituel, Philippe Békaert, il remporte notamment le Prix de Normandie consacrant le meilleur 5 ans et un deuxième Prix des Élites, pour lequel il est le premier trotteur depuis Bellino II en 1972 à inscrire son nom deux années consécutives.
Son entourage peut alors pour 1996 légitimement viser le plus haut trophée du trot monté, le Prix de Cornulier. Il aligne Courlis dans le Prix de l'Île-de-France qui en est alors la course préparatoire, deux semaines avant, course qu'il remporte. Mais dans le Prix de Cornulier, le cheval se contente de la seconde place, battu par la 8 ans Arcadia. Cette place honorable devait raisonnablement malgré tout laisser envisager d'autres victoires. Ce ne fut pas le cas, moins performant dans l'année qui suit, le cheval se blesse, l'obligeant à quitter définitivement les hippodromes.

## Carrière au haras
Les premiers produits de Courlis du Pont sont des K (naissance en 1998, correspondant à la monte 1997). Le meilleur est assez nettement L'As de Boussières,, né en 1999 et totalisant 493 476 € de gains, vainqueur du Prix de l'Étoile (groupe I) et du Prix Abel Bassigny (groupe II).

## Palmarès

### Monté
- Prix du Président de la République (Gr.1, 1994)
- Prix des Élites (Gr.1, 1994, 1995)
- Prix de Normandie (Gr.1, 1995)
- Prix Camille de Wazières (Gr.2, 1994)
- Prix Olry-Roederer (Gr.2, 1994)
- Prix Léon Tacquet (Gr.2, 1995)
- Prix Paul Bastard (Gr.2, 1995)
- Prix Xavier de Saint Palais (Gr.2, 1995)
- Prix Reynolds (Gr.2, 1995)
- Prix Georges Dreux (Gr.2, 1995)
- Prix Edmond Henry (Gr.2, 1995)
- Prix Émile Riotteau (Gr.2, 1995)
- Prix de l'Île-de-France (Gr.2, 1996)
- 2e Prix de Vincennes (Gr.1, 1993)
- 2e Prix Louis Le Bourg (Gr.2, 1994)
- 2e Prix Lavater (Gr.2, 1994)
- 2e Prix Henri Ballière (Gr.2, 1994)
- 2e Prix Camille Blaisot (Gr.2, 1995)
- 2e Prix Victor Cavey (Gr.2, 1995)
- 2e Prix Joseph Lafosse (Gr.2, 1995)
- 3e Prix des Centaures (Gr.1, 1995)
- 3e Prix Philippe du Rozier (Gr.2, 1994)

### Attelé
- 2e Prix Chambon P (Gr.2,1996)
- 3e Prix de l'Atlantique (Gr.1, 1996)

## Origines
| Origines de Courlis du Pont, mâle, alezan. | Origines de Courlis du Pont, mâle, alezan. | Origines de Courlis du Pont, mâle, alezan. | Origines de Courlis du Pont, mâle, alezan. |
| ------------------------------------------ | ------------------------------------------ | ------------------------------------------ | ------------------------------------------ |
| Père Opus Dei                              | Florestan (US)                             | Star's Pride (US)                          | Worthy Boy                                 |
| Père Opus Dei                              | Florestan (US)                             | Star's Pride (US)                          | Stardrift (US)                             |
| Père Opus Dei                              | Florestan (US)                             | Roquépine                                  | Atus II                                    |
| Père Opus Dei                              | Florestan (US)                             | Roquépine                                  | Jalna IV                                   |
| Père Opus Dei                              | Uscilla                                    | New Williams                               | Mousko Williams                            |
| Père Opus Dei                              | Uscilla                                    | New Williams                               | Galiléenne                                 |
| Père Opus Dei                              | Uscilla                                    | Oana                                       | Féal                                       |
| Père Opus Dei                              | Uscilla                                    | Oana                                       | Gerblinia                                  |
| Mère Hirondelle du Pont                    | Ruy Blas IV                                | Kerjacques                                 | Quinio                                     |
| Mère Hirondelle du Pont                    | Ruy Blas IV                                | Kerjacques                                 | Arlette III                                |
| Mère Hirondelle du Pont                    | Ruy Blas IV                                | Janna                                      | Quel Veinard                               |
| Mère Hirondelle du Pont                    | Ruy Blas IV                                | Janna                                      | Annabella                                  |
| Mère Hirondelle du Pont                    | Va Belle du Clos                           | Carioca II                                 | Mousko Williams                            |
| Mère Hirondelle du Pont                    | Va Belle du Clos                           | Carioca II                                 | Quovaria                                   |
| Mère Hirondelle du Pont                    | Va Belle du Clos                           | Icône de Grandchamp                        | Ramsès B                                   |
| Mère Hirondelle du Pont                    | Va Belle du Clos                           | Icône de Grandchamp                        | Naïve Étoile                               |